# Fabrice Colas
Fabrice Colas, född den 21 juli 1964 i Rueil-Malmaison, Frankrike, är en fransk tävlingscyklist. Han tog OS-brons i bancykeltempoloppet vid OS 1984 i Los Angeles.